# 31905 Likinpong
31905 Likinpong è un asteroide della fascia principale. Scoperto nel 2000, presenta un'orbita caratterizzata da un semiasse maggiore pari a 2,4534110 UA e da un'eccentricità di 0,1043642, inclinata di 6,00164° rispetto all'eclittica.